# Йос Ферстаппен
Йоганнес Франциск Ферстаппен (нід. Johannes Franciscus Verstappen; нар. 4 березня 1972) — колишній нідерландський автогонщик, який виступав у Формулі-1 за Benetton, Simtek, Footwork Arrows, Tyrrell, Stewart і Minardi. Ферстаппен був чемпіоном німецької Формули-3 та переможцем Masters of Formula-3 у 1993 році.
У Формулі-1 Ферстаппен виступав за сім різних команд протягом восьми сезонів. З 1994 по 2003 рік він двічі піднявся на подіум у своїй кар’єрі, став першим нідерландським гонщиком Формули-1, якому це вдалося.
Після того як покинув Формулу-1, Ферстаппен перемагав гонках Гран-прі А1 і серії Ле-Ман LMP2, вигравши 24 години Ле-Мана 2008 року в класі LMP2.
Ферстаппен тренував свого сина Макса з раннього дитинства в картингу, аж до успіху Макса як пілота Формули-1, який став чемпіоном Формули-1 у 2021, 2022, 2023, 2024 роках. Йос також був менеджером Макса.

## Початок кар’єри
Ферстаппен почав займатися картингом у віці 8 років і невдовзі брав участь у національних змаганнях. У 1984 році він став чемпіоном Нідерландів серед юніорів. Він продовжив успішні виступи і виграв два титули чемпіона Європи.
В кінці 1991 року здійснив перехід в автоперегони. Він виступав в Formula Opel Lotus, класі, в якому ідентичні машини змагаються між собою. Він виграв чемпіонат Європи у свій перший рік і отримав пропозицію від команди Формули-3 Van Amersfoort Racing, яка також розвивала інших пілотів, таких як Крістіян Альберс, Том Коронел і Бас Лейндерс. Під час того європейського зимового сезону він виступав у новозеландській Formula Atlantic. Згодом у німецькій Формулі-3 він виграв кілька міжнародних змагань, у тому числі Marlboro Masters 1993 року та чемпіонат німецької Формули-3.

## Формула-1

### 1994: Benetton
Ферстаппен вперше сів за кермо боліда Формули-1 на тестах з командою Footwork Arrows разом з Жилем де Ферраном і Крістіаном Фіттіпальді на трасі Ешторіл у Португалії. Тести пройшли 28 вересня 1993 року, через два дні після Гран-прі Португалії на тому ж автодромі. Незважаючи на значне збільшення потужності (від 175 к.с. боліда Формули-3 до 750 к.с. Формули-1), Ферстаппен встановив час, який дав би йому кваліфікацію в попередній гонці на його четвертому колі з вимірюванням часу, і покращив свій час більш ніж на секунду за 65 кіл. Його найкращий час на колі за день склав 1:14,45, що було лише на 0,07 секунди повільніше, ніж кваліфікаційний час штатного пілота Footwork Дерека Ворвіка, і відповідало десятому місцю на стартовій решітці. Він провів повторні тести 30 вересня і після п’яти кіл був близько до свого існуючого рекорду, але потім розбився, завершивши тести достроково.
Після тесту з Ферстаппеном зв'язалися всі команди Формули-1, крім Ferrari і Williams, і врешті-решт його підписали як тест-пілота команди Benetton на сезон 1994 року.
Після аварії під час передсезонних тестів штатного пілота Джей-Джей Лехто (який зламав хребець), Ферстаппен брав участь у перших двох гонках сезону як заміна, в партнерстві з Міхаелем Шумахером, і дебютував у Формулі-1 на Гран-прі Бразилії 1994 року. Під час гонки він зіткнувся з Едді Ірвайном, що спровокувало масову аварію за участю Еріка Бернара та Мартіна Брандла. Автомобіль Ферстаппена перекинувся, але він вийшов неушкодженим. На Гран-прі Тихого океану Ферстаппен їхав на шостій позиції, але вилетів з траси на холодних шинах відразу після піт-стопу. Лехто повернувся за кермо в Імолі, але його виступи в наступних гонках були невтішними, і Benetton відправили його на лаву запасних після Гран-прі Канади, що дозволило Ферстаппену повернутися за кермо боліда.
Один із найдраматичніших інцидентів стався з Ферстаппеном на Гран-прі Німеччини. Під час його першої запланованої піт-стопу паливо витекло на машину після того, як паливний шланг був від’єднаний. Машина, в якій перебував Ферстаппен, була охоплена вогнем на кілька секунд. Як це було зазвичай у той час, Ферстаппен привідкрив забрало свого шолома перед піт-стопом, але, окрім легких опіків носа, він не постраждав. Після цього інциденту шланг подачі палива було модифіковано, щоб включити систему безаварійного відключення.

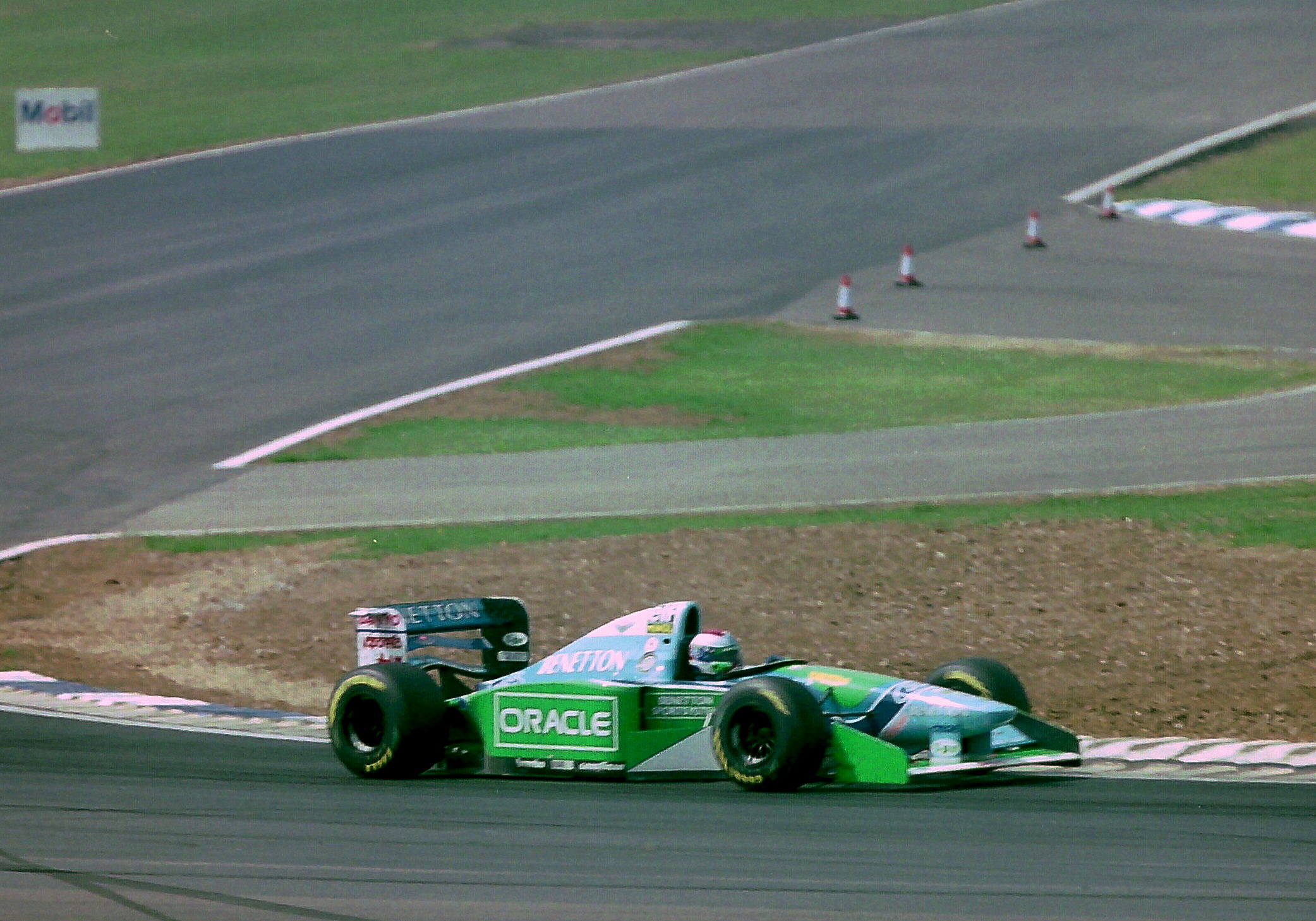
Ферстаппен за кермом Benetton B194 на Гран-прі Великої Британії 1994 року

Визначним моментом цього сезону стало третє місце Ферстаппена під час наступного Гран-прі в Угорщині, коли Шумахер дозволив Ферстаппену повернутись в коло з лідерами на останньому колі, щоб обійти пошкоджений McLaren-Peugeot Мартіна Брандла. Він посів ще одне третє місце на Гран-прі Бельгії через дискваліфікацію Шумахера після перегонів і п'яте місце на Гран-прі Португалії. Курйозом стала його аварія під час практики на Гран-прі Франції на трасі Маньї-Кур, коли Ферстаппен врізався своєю машиною в стіну боксу, в результаті чого уламки полетіли вгору та знищили телевізійну установку. Через цю аварію це обладнання тепер захищене від траси акриловим склом.
У двох останніх гонках сезону Ферстаппена замінив більш досвідчений Джонні Герберт у спробі виграти Кубок конструкторів для Benetton. Хоча команда не досягла успіху в цій меті, програвши команді-супернику Williams, Герберт був підписаний на сезон 1995 року замість Ферстаппена.

### 1995: Simtek
У 1995 році керівник команди Benetton Флавіо Бріаторе віддав його в оренду команді Simtek. Незважаючи на кілька сильних результатів (включаючи 6-е місце на Гран-прі Аргентини перед невдалим піт-стопом і подальшою несправністю коробки передач), Ферстаппен зміг фінішувати лише один раз в п’яти гонках, в яких він брав участь з командою, через технічні проблеми. Команда мала серйозні фінансові проблеми і збанкрутувала після Гран-прі Монако. Після втрати ролі постійного пілота Ферстаппен провів кілька тестів з Benetton і Ligier (тоді частково у власності Бріаторе та Тома Волкіншоу). У 1996 році Бріаторе вирішив відмовитись від Ферстаппена, підписавши замість нього Жана Алезі та Герхарда Бергера.

### 1996: Footwork Arrows
У 1996 році приєднався до команди Footwork. Він їхав на п'ятій позиції на Інтерлагосі перед тим, як зійти з дистанції, та фінішував шостим у Буенос-Айресі. Незабаром після цього команду перейняла організація TWR Тома Волкіншоу. Під час Гран-прі Бельгії у боліда Ферстаппена зламалася частина підвіски, через що він потрапив в сильну аварію. Наслідками аварії для Ферстаппена стала тривала травма шиї. Спочатку Ферстаппен фігурував у планах Волкіншоу на 1997 рік (новий власник одного разу погрожував замінити його на платного пілота, якщо він не підпише контракт ще на один сезон), але несподівана доступність Деймона Гілла (який незабаром став чемпіоном) призвела до того, що від Ферстаппена відмовились. Його результати в другій половині сезону погіршились, оскільки розвиток боліда 1996 року було припинено, а TWR Arrows зосередилися на розвитку боліда для наступного сезону.

### 1997: Tyrrell
У 1997 році він перейшов до команди Tyrrell, але не набрав жодного очка, хоча ненадовго тримався на п'ятій позиції на Гран-прі Канади. Команда страждала від недостатньої потужності двигуна Ford Cosworth EDV V8 і браку фінансування, через що Ферстаппен і його товариш по команді Міка Сало часто опинялися серед аутсайдерів. Найкращим результатом Ферстаппена було восьме місце на дощовому Гран-прі Монако. Перед сезоном 1998 року Tyrrell було продано British American Tobacco, яка мала намір змінити бренд команди на British American Racing у 1999 році після останнього сезону під вивіскою Tyrrell. Кен Тіррелл хотів залишити Ферстаппена разом із Тораносуке Такагі, але BAR наполягав на тому, щоб взяти пілота зі спонсорством Рікардо Россета разом із молодим японським пілотом. Кен Тіррелл покинув команду через цю ситуацію, залишивши Гарві Постлетвейта керувати командою.

### 1998: Stewart

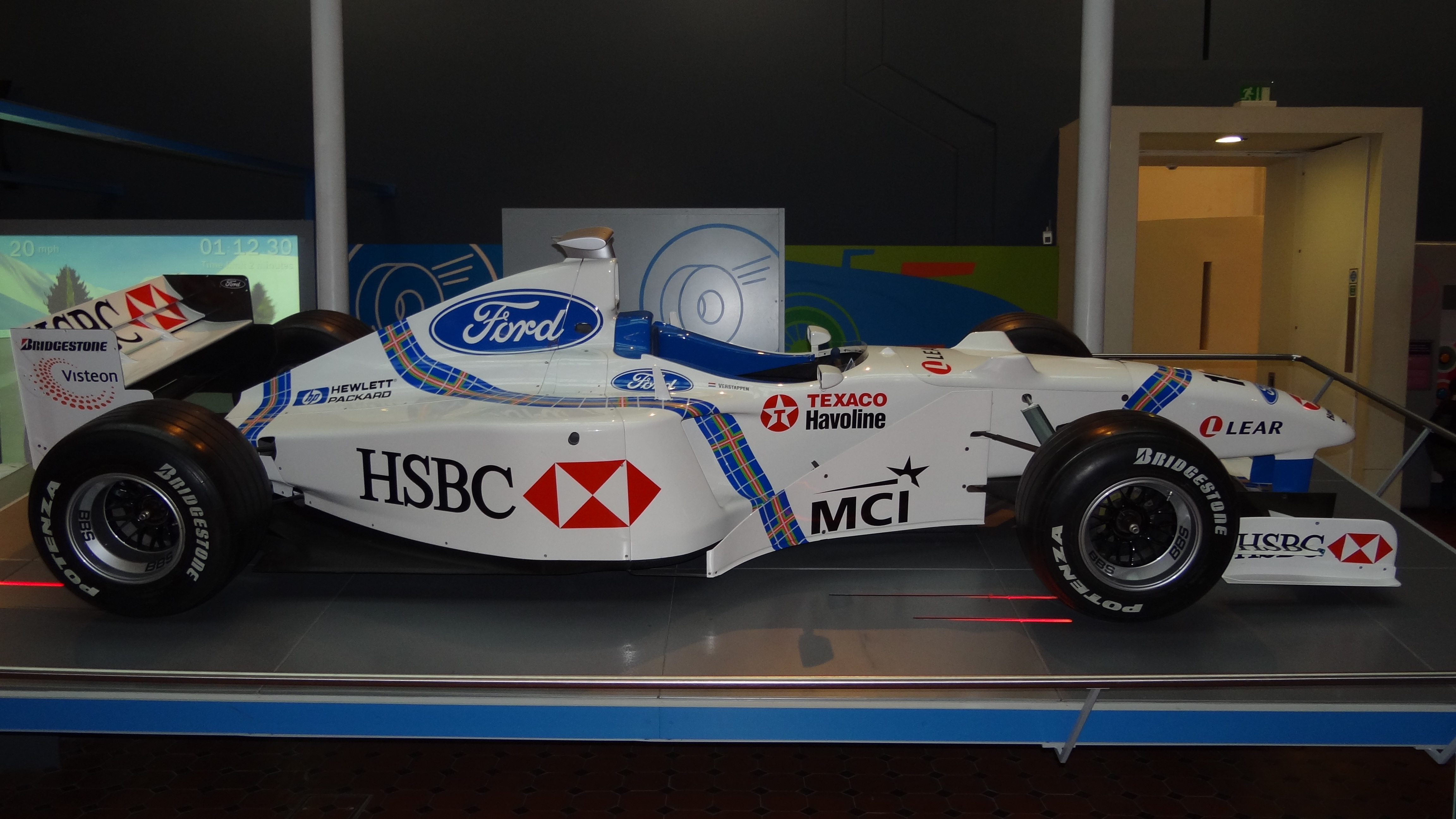
SF02 Ферстаппена, на якому він виступав за команду Stewart Grand Prix

Не отримавши місця на стартовій решітці 1998 року, Ферстаппен знову виступив в ролі тест-пілота Benetton на початку року, але команда не захотіла наймати його постійним тест-пілотом через відсутність спонсорів. Будучи досвідченим та швидким вільним гонщиком, ім'я Ферстаппена часто згадувалося в чутках заміною ненадійних пілотів. Зрештою він повернувся за кермо на Гран-прі Франції, замінивши Яна Магнуссена в Stewart. Однак машина була неконкурентоспроможною, команді було важко підтримувати обидві машини на одному рівні і Ферстаппен не показав значно кращих результатів ніж його попередник. Джонні Герберт був підписаний з партнером Рубенсом Баррікелло на 1999 рік і Ферстаппен знову залишився без місця на стартовій решітці.

### 1999: Honda

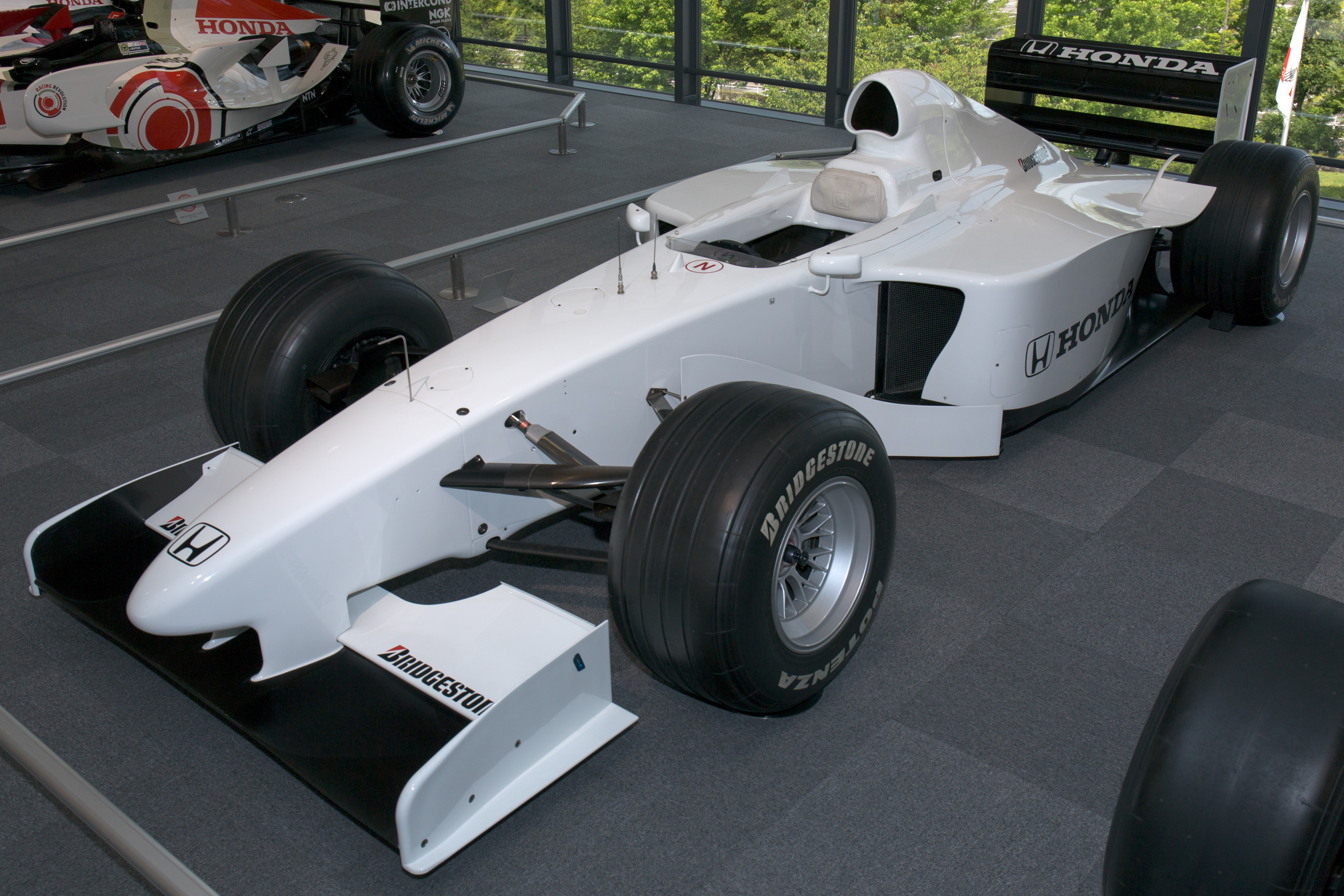
Honda RA099, який Ферстаппен випробовував на тестах

Здавалося, що для Ферстаппена все йде в правильному напрямку. Ближче до кінця 1998 року він став тест-пілотом нового проекту Honda в Формулі-1. Він об’єднався зі старими друзями з команди Tyrrell Рупертом Менварінгом і Гарві Постлетвейтом, плануючи випробувати нову машину в 1999 році та приєднатися до серії в 2000 році. Операція пройшла добре, тестовий ,болід показав себе добре проти середніх команд таких, як Benetton і Williams під час різних тестових сесій. Згодом Постлетвейт помер від серцевого нападу та невдовзі після цього Honda змінила свої плани створення команди на те, щоб приєднатись до Формули-1 лише в ролі постачальника двигунів. Ферстаппен знову залишився без місця у Формулі-1. Він проводив тести з командою Jordan на випадок, якщо Деймон Гілл вирішить завершити кар’єру до кінця сезону. Результати тестів Ферстаппена були незадовільними і Гілл вирішив залишитись в команді до кінця сезону.

### 2000–2001: Повернення в Arrows

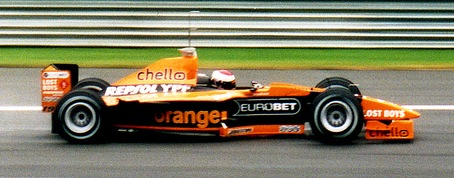
Ферстаппен тестує болід команди Arrows на трасі в Монці в 2000 році

У 2000 році він повернувся до Arrows, яка перейшла на двигуни Supertec, збудувала шасі з хорошою швидкістю на прямих та обзавелась численними спонсорами. Болід виявився ненадійним, але його швидкість дозволила Ферстаппену та його товаришу по команді Педро де ла Росі поборотися з лідерами на кількох Гран-прі. Малий паливний бак означав, що болід команди часто був легшим за своїх конкурентів. В другій гонці сезону на трасі в Інтерлагосі він йшов на 6-му місці, але втратив керування болідом через біль у шиї, спричинену недостатнім часом проведеним за кермом гоночного боліда. На Гран-прі Канади з мінливими погодними умовами він чудово провів завершальний етап гонки та зміг здобути 5-ту позицію та набрати свої перші очки з 1996 року. Після аварій в першому повороті на Гран-прі Австрії де ла Роса та Ферстаппен йшли 4-м і 5-м, але обидва пілоти були змушені зійти з гонки через механічні проблеми. До кінця сезону Ферстаппен зміг знову набрати очки лише раз, здобувши четверте місце на трасі в Монці.
У 2001 році його він залишився з командою Arrows. Двигуни Supertec були замінені силовими агрегатами Asiatech, а де ла Роса був звільнений напередодні сезону на користь Енріке Бернольді, якого підтримували Red Bull. Болід був надійнішим, але менш конкурентоспроможним і Ферстаппен часто показував невиразні результати в кваліфікаціях (часто опинявся позаду свого напарника-новачка на стартовій решітці). Найважливіші моменти сезону включали те, що він дістався, на певний час, другої позиції у Сепанзі, стартувавши 18-м, зробив чудовий старт і впевнено їхав при мінливих погодних умовах перед тим, як опустився на 7-е місце. Згодом Ферстаппен здобув 6-е місце на A1-Ring, що стало єдиним очком команди в сезоні. На Інтерлагосі він зіткнувся з лідером Хуаном Пабло Монтоєю відразу після того, як той обігнав його на коло. В Монреалі він дістався першої шістки, але змушений був зійти з дистанції через несправність гальм.
У 2002 році він знову підписав контракт з командою Arrows, але на одинадцятій годині його звільнили на користь Гайнца-Гаральда Френтцена. Пізніше того ж року він ледь не підписав контракт тест-пілота із Sauber, але виявився фізично завеликим для боліда, який був меншим за свого попередника.

### 2003: Minardi

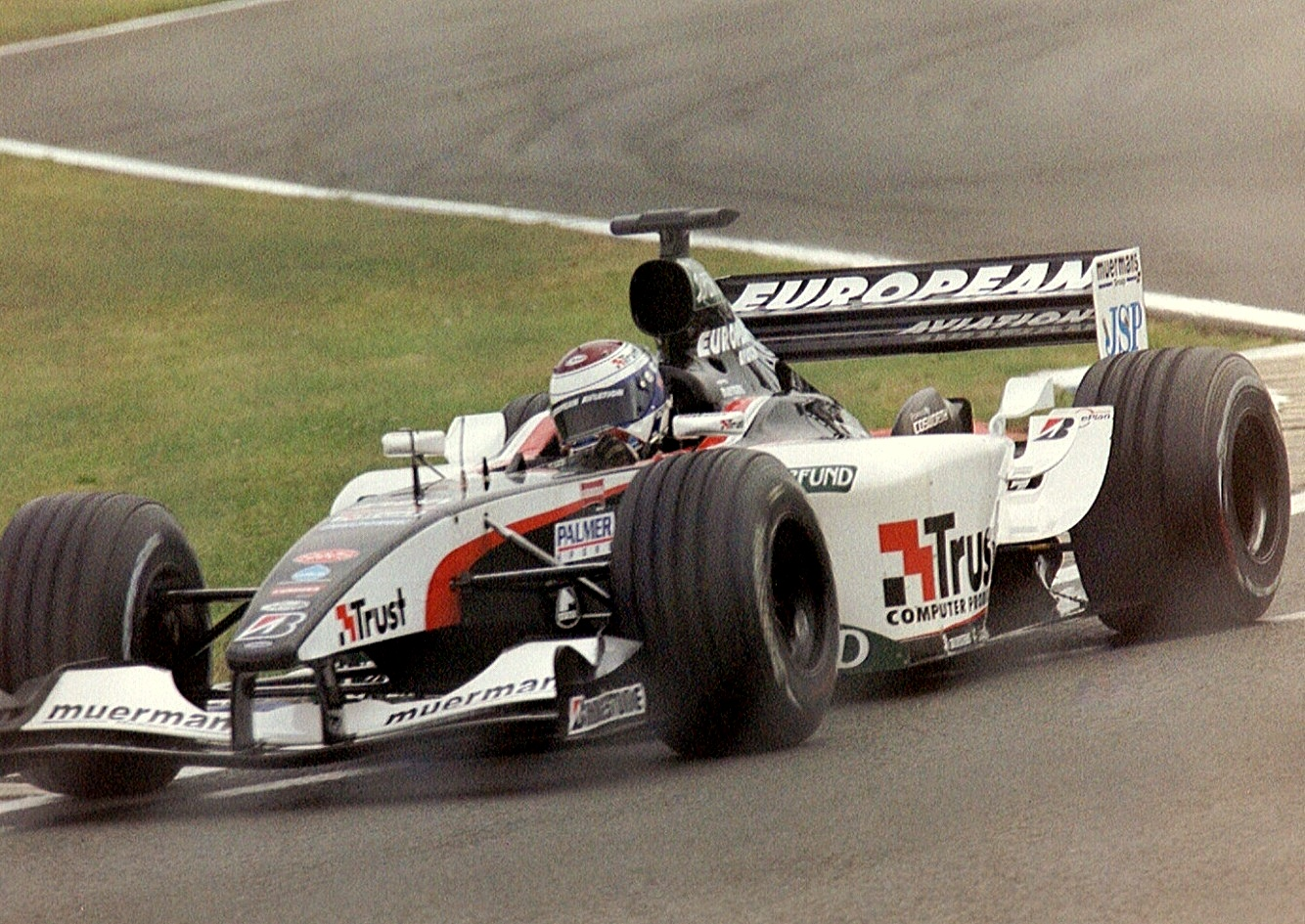
Ферстаппен за кермом боліда Minardi на Гран-прі Великої Британії 2003 року

Він повернувся за кермо боліда в 2003 році з командою Minardi під керівництвом Пола Стоддарта, яка вважалась аутсайдером серед команд. З обмеженими бюджетом та недостатньою потужністю двигунів це був важкий сезон з примарними можливостями для пристойних результатів. Його найкращим результатом стало 9 місце на Гран-прі Канади, за новою системою нарахування очок він був за одне місце від очкової зони. На Гран-прі Бразилії він випереджав майбутнього переможця Джанкарло Фізікеллу, що був на тій же стратегії, але згодом втратив керування на мокрій трасі. Загалом рік для Ферстаппена виявився абсолютно провальним і багато хто відзначав, що йогозначно перевершив напарник-новачок Джастін Вілсон. Наприкінці року він залишив італійську команду, оскільки йому не хотілося ще рік змагатись в задній частині пелетона.
У 2004 році Ферстаппена розглядали як заміну Джорджіо Пантано в Jordan посеред сезону, але він не зміг поміститися в машину і почав шукати нові можливості на наступний сезон за межами Формули-1.
Ферстаппен взяв участь у 107 Гран-Прі. Він досяг двох подіумів та загалом набрав 17 очок (117 за сучасною системою), що робить його другим найкращим нідерландським пілотом у Формулі-1 на сьогоднішній день, поступившись лише свому сину Максу. Найкращою позицією Йоса Ферстаппена в кваліфікації стало 6 місце на Гран-прі Бельгії 1994 року.

## A1 Grand Prix

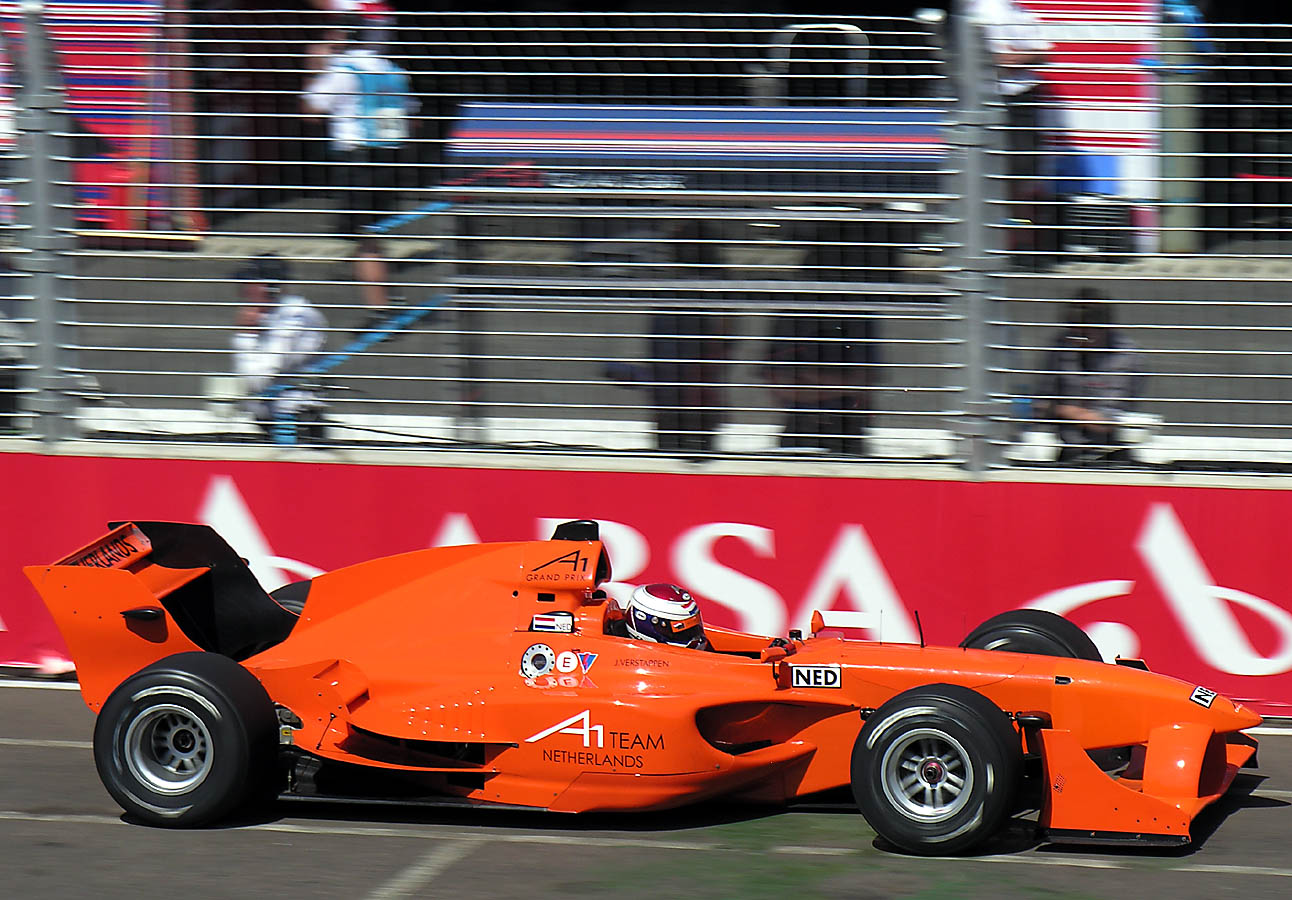
Ферстаппен за кермом боліда Нідерландської команди А1 під час Гран-прі А1 в Дурбані, 2006

Після двох років відсутності участі в гонках Ферстаппена було затверджено в липні гонщиком Нідерландської команди A1 під керівництвом команди Яна Ламмерса Racing for Holland в серії A1 Grand Prix. Вони виграли основну гонку в Дурбані.
27 вересня 2006 року Ферстаппен розстався з Нідерландською командою A1 після того, як не було забезпечено гарантії оплати. Це сталося через те, що Ферстаппену заплатили за сезон 2005/06 лише за кілька тижнів до початку наступного сезону. Його замінив Єрун Блікемолен у першій гонці сезону 2006/07 на домашній гонці команди в Зандворті.

## Серія Ле-Ман

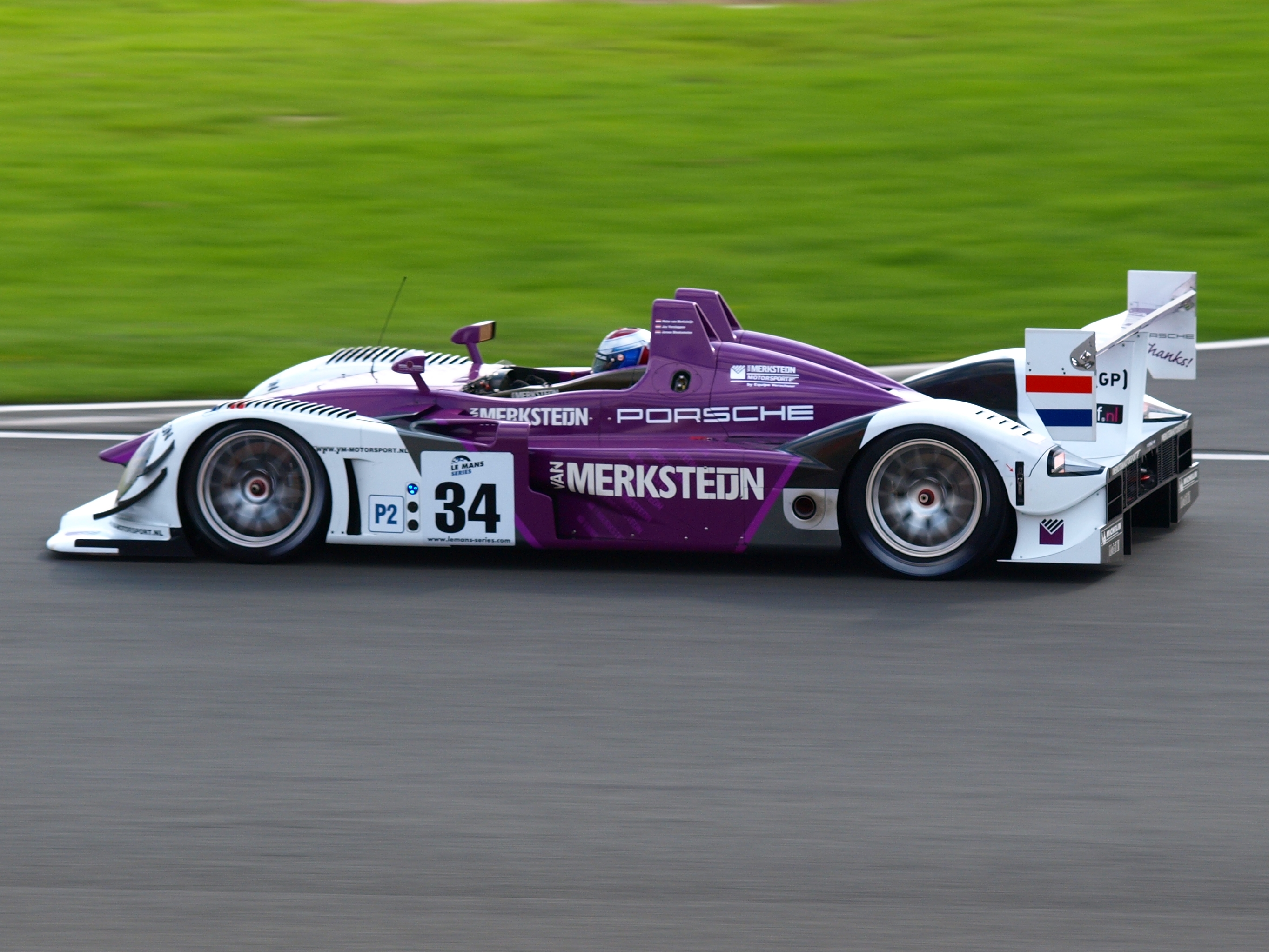
Ферстаппен за кермом боліда команди Van Merksteijn Motorsport під час 1000 кілометрів Сільверстоуна, де він разом з напарником Пітером ван Меркстейном-старшим перемогли в класі LMP2

У грудні 2007 року Ферстаппен оголосив, що візьме участь у гонці 24 години Ле-Мана 2008 року, а також у гонках на 1000 кілометрів у серії Ле-Ман. Виступаючи за кермом Porsche RS Spyder класу LMP2, представленого командою Van Merksteijn Motorsport, Ферстаппен став партнером власника команди Пітера ван Меркстейна-старшого. Єрун Блікемолен також приєднався до команди для участі в гонці 24 години Ле-Мана.
Після перемоги в гонці 1000 кілометрів Каталонії та 1000 кілометрів Спа, а також фінішував другим в гонці 1000 кілометрів Монци, Йос Ферстаппен переміг в 24-годинах Ле-Мана 2008 року. Завдяки своїй перемозі в 1000 кілометрів Нюрбургрингу Ферстаппен здобув титул серед пілотів LMP2, а Van Merksteijn Motorsport виграв титул серед конструкторів LMP2.
Ферстаппен брав участь у 24 годинах Ле-Мана 2009 року на Lola-Aston Martin.

## Особисте життя

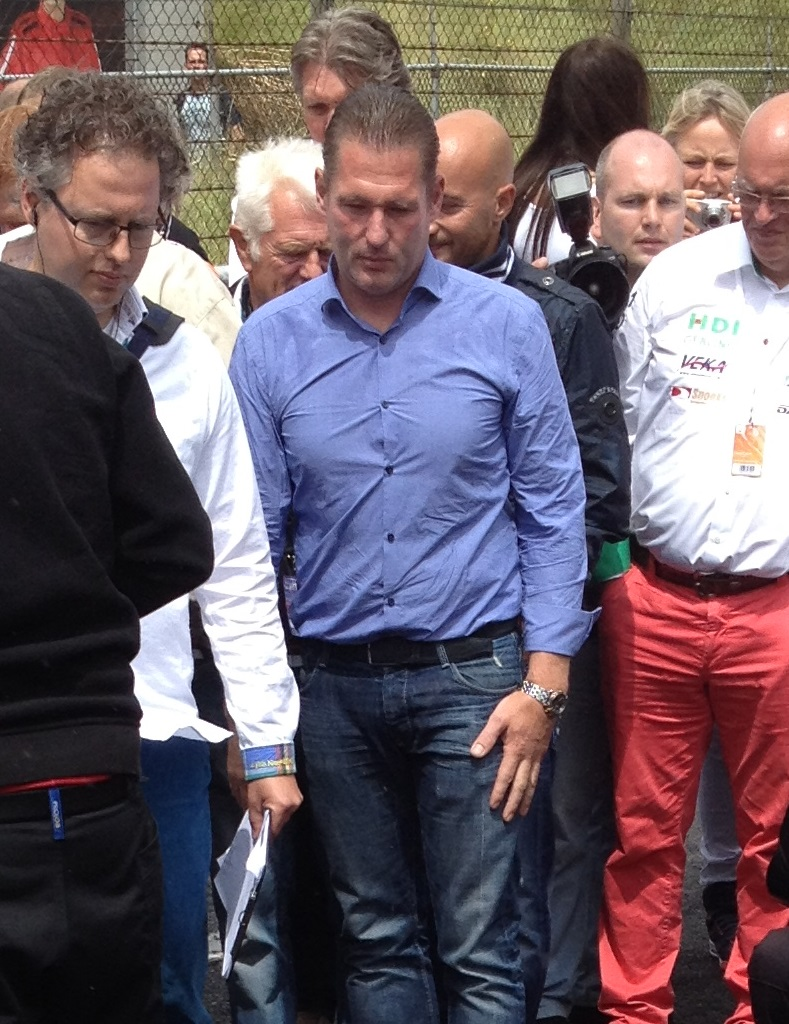
Ферстаппен в 2014 році

У 1996 році Ферстаппен одружився з бельгійською екс-чемпіонкою з картингу Софі Кумпен, двоюрідний братом якої є гонщик NASCAR Whelen Euro Series Ентоні Кумпен, а дядько – колишній гонщик мотокросу та GT ралі на витривалість Пол Кумпен. У Ферстаппена і Кумпен двоє дітей: Макс (1997 р.н.) і Вікторія (1999 р.н.). У нього є також донька Блу Джей (нар. 2014) від другої дружини Келлі ван дер Ваал і є син Джейсон Джекс (нар. 2019) та дочка Міла Фей (нар. 2020) від третьої дружини Сенді Сійтсма. І Макс, і Вікторія стали гонщиками, Макс двічі здобув титул чемпіона у Формулі-1. В 2021 та 2022 роках.
Ферстаппен володіє нідерландською, англійською та німецькою мовами.

## Скандали
Після інциденту 1998 року на картинг-дромі, під час якого чоловік отримав перелом черепа, Ферстаппен і його батько Франс були визнані винними в суді в нападі, але отримали п'ять років умовного ув'язнення після досягнення позасудової мирової угоди з потерпілим.
У грудні 2008 року, коли Ферстаппен фактично розстався зі своєю дружиною, він постав перед судом у Тонгерені, Бельгія, за звинуваченням у нападі на свою дружину Софі Кумпен. Його визнали не винним у нападі, але винним у погрозах Кумпен в смс-повідомленнях і в порушенні раніше виданого обмежувального припису. Його оштрафували та засудили до трьох місяців умовного ув’язнення.
29 листопада 2011 року ЗМІ повідомили про те, що Ферстаппен напав на свою колишню дівчину. Ферстаппен стверджував, що лише спілкувався з нею. У січні 2012 року його заарештували за замах на вбивство після звинувачень у тому, що він наїхав машиною на свою колишню дівчину в Рурмонді, але був звільнений через два тижні після зняття звинувачення. Ферстаппен і його колишня дівчина Келлі ван дер Ваал знову зійшлися і одружилися в 2014 році. У них є донька Блю Джей, яка народилася у вересні 2014 року. Вони розлучилися 2 червня 2017 року.

## Результати виступів

### Гоночна кар'єра
| Сезон   | Серія                                   | Команда                     | Перегони    | Перемоги    | Поули       | Н/к         | Подіуми     | Очки        | Місце       |
| ------- | --------------------------------------- | --------------------------- | ----------- | ----------- | ----------- | ----------- | ----------- | ----------- | ----------- |
| 1992    | Formula Opel Lotus Benelux              |                             | 9           | 8           | ?           | ?           | ?           | 160         | 1           |
| 1992    | Formula Opel Lotus Euroseries           | Van Amersfoort Racing       | 7           | 2           | 2           | 2           | 2           | 59          | 7           |
| 1992    | EFDA Nations Cup                        | Team Netherlands            | 1           | 1           | ?           | ?           | 1           | Н/Д         | 1           |
| 1992    | Formula Opel Lotus Netherlands          |                             | 1           | 0           | 0           | ?           | 1           | Н/Д         | НКЛ         |
| 1993    | Німецька Формула-3                      | Opel Team WTS               | 20          | 8           | 6           | 9           | 14          | 269         | 1           |
| 1993    | Formula Pacific                         |                             | 10          | 3           | ?           | ?           | 6           | 185         | 4           |
| 1993    | Masters of Formula 3                    | Opel Team WTS               | 1           | 1           | 1           | 0           | 1           | Н/Д         | 1           |
| 1994    | Формула-1                               | Mild Seven Benetton Ford    | 10          | 0           | 0           | 0           | 2           | 10          | 10          |
| 1994    | Формула-1                               | Mild Seven Benetton Ford    | Тест-пілот  |             |             |             |             |             |             |
| 1995    | Формула-1                               | MTV Simtek Ford             | 4           | 0           | 0           | 0           | 0           | 0           | НКЛ         |
| 1995    | Формула-1                               | Mild Seven Benetton Renault | Тест-пілот  | Тест-пілот  | Тест-пілот  | Тест-пілот  | Тест-пілот  | Тест-пілот  | Тест-пілот  |
| 1996    | Формула-1                               | Footwork Hart               | 16          | 0           | 0           | 0           | 0           | 1           | 16          |
| 1997    | Формула-1                               | PIAA Tyrrell Ford           | 17          | 0           | 0           | 0           | 0           | 0           | НКЛ         |
| 1998    | Формула-1                               | HSBC Stewart Ford           | 9           | 0           | 0           | 0           | 0           | 0           | НКЛ         |
| 1999    | Формула-1                               | Honda                       | Тест-пілот† | Тест-пілот† | Тест-пілот† | Тест-пілот† | Тест-пілот† | Тест-пілот† | Тест-пілот† |
| 2000    | Формула-1                               | Arrows F1 Team              | 17          | 0           | 0           | 0           | 0           | 5           | 12          |
| 2001    | Формула-1                               | Orange Arrows Asiatech      | 17          | 0           | 0           | 0           | 0           | 1           | 18          |
| 2003    | Формула-1                               | European Minardi Cosworth   | 17          | 0           | 0           | 0           | 0           | 0           | 22          |
| 2003    | Формула-1                               | Trust Minardi Cosworth      | 17          | 0           | 0           | 0           | 0           | 0           | 22          |
| 2005–06 | A1 Grand Prix                           | A1 Team Netherlands         | 22          | 1           | 0           | 2           | 2           | 69          | 7           |
| 2008    | Серія Ле-Ман – LMP2                     | Van Merksteijn Motorsport   | 5           | 4           | 4           | 1           | 5           | 48          | 1           |
| 2008    | 24 години Ле-Мана – LMP2                | Van Merksteijn Motorsport   | 1           | 1           | 0           | 0           | 1           | Н/Д         | 1           |
| 2009    | 24 години Ле-Мана – LMP1                | Aston Martin Racing         | 1           | 0           | 0           | 0           | 0           | Н/Д         | 11          |
| 2012    | 2012 City Challenge Baku - Sprint Races | V4O                         | 1           | 0           | 0           | 0           | 0           | 0           | Н/Д         |
| 2012    | 2012 City Challenge Baku GT             | V4O                         | 1           | 0           | 0           | 0           | 0           | 0           | 7           |

† Ферстаппен був тест-пілотом для відміненого проекту Honda F1.

### Формула-1
| Рік      | Команда                   | Шасі          | Двигун       | 1        | 2        | 3        | 4        | 5        | 6        | 7        | 8        | 9        | 10       | 11       | 12       | 13       | 14       | 15       | 16       | 17     | Місце | Очки |
| -------- | ------------------------- | ------------- | ------------ | -------- | -------- | -------- | -------- | -------- | -------- | -------- | -------- | -------- | -------- | -------- | -------- | -------- | -------- | -------- | -------- | ------ | ----- | ---- |
| 1994     | Mild Seven Benetton Ford  | Benetton B194 | Ford V8      | БРА Схід | ТИХ Схід | СМР      | МОН      | ІСП      | КАН      | ФРА Схід | ВЕЛ 8    | НІМ Схід | УГО 3    | БЕЛ 3    | ІТА Схід | ПОР 5    | ЄВР Схід | ЯПО      | АВС      |        | 10    | 10   |
| 1995     | MTV Simtek Ford           | Simtek S951   | Ford V8      | БРА Схід | АРГ Схід | СМР Схід | ІСП 12   | МОН НС   | КАН      | ФРА      | ВЕЛ      | НІМ      | УГО      | БЕЛ      | ІТА      | ПОР      | ЄВР      | ТИХ      | ЯПО      | АВС    | НК    | 0    |
| 1996     | Footwork Hart             | Footwork FA17 | Hart V8      | АВС Схід | БРА Схід | АРГ 6    | ЄВР Схід | СМР Схід | МОН Схід | ІСП Схід | КАН Схід | ФРА Схід | ВЕЛ 10   | НІМ Схід | УГО Схід | БЕЛ Схід | ІТА 8    | ПОР Схід | ЯПО 11   |        | 16    | 1    |
| 1997     | PIAA Tyrrell Ford         | Tyrrell 025   | Ford V8      | АВС Схід | БРА 15   | АРГ Схід | СМР 10   | МОН 8    | ІСП 11   | КАН Схід | ФРА Схід | ВЕЛ Схід | НІМ 10   | УГО Схід | БЕЛ Схід | ІТА Схід | АВТ 12   | ЛЮК Схід | ЯПО 13   | ЄВР 16 | НК    | 0    |
| 1998     | HSBC Stewart Ford         | Stewart SF02  | Ford V10     | АВС      | БРА      | АРГ      | СМР      | ІСП      | МОН      | КАН      | ФРА 12   | ВЕЛ Схід | АВТ Схід | НІМ Схід | УГО 13   | БЕЛ Схід | ІТА Схід | ЛЮК 13   | ЯПО Схід |        | НК    | 0    |
| 2000     | Arrows F1 Team            | Arrows A21    | Supertec V10 | АВС Схід | БРА 7    | СМР 14   | ВЕЛ Схід | ІСП Схід | ЄВР Схід | МОН Схід | КАН 5    | ФРА Схід | АВТ Схід | НІМ Схід | УГО 13   | БЕЛ 15   | ІТА 4    | США Схід | ЯПО Схід | МАЛ 10 | 12    | 5    |
| 2001     | Orange Arrows Asiatech    | Arrows A22    | Asiatech V10 | АВС 10   | МАЛ 7    | БРА Схід | СМР Схід | ІСП 12   | АВТ 6    | МОН 8    | КАН 10†  | ЄВР Схід | ФРА 13   | ВЕЛ 10   | НІМ 9    | УГО 12   | БЕЛ 10   | ІТА Схід | США Схід | ЯПО 15 | 18    | 1    |
| 2003     | European Minardi Cosworth | Minardi PS03  | Cosworth V10 | АВС 11   | МАЛ 13   | БРА Схід | СМР Схід | ІСП 12   | АВТ Схід |          |          |          |          |          |          |          |          |          |          |        | 22    | 0    |
| 2003     | Trust Minardi Cosworth    | Minardi PS03  | Cosworth V10 |          |          |          |          |          |          | МОН Схід | КАН 9    | ЄВР 14   | ФРА 16   | ВЕЛ 15   | НІМ Схід | УГО 12   | ІТА Схід | США 10   | ЯПО 15   |        | 22    | 0    |
| Джерело: |                           |               |              |          |          |          |          |          |          |          |          |          |          |          |          |          |          |          |          |        |       |      |

† Не фінішував на гран-прі, але був класифікований, оскільки подолав понад 90% дистанції.